# Gunther Köhler
Gunther Köhler (* 20. Mai 1965 in Hanau; † 15. Juni 2025 in Frankfurt am Main) war ein deutscher Herpetologe. Er forschte vornehmlich in Mittelamerika und auf den Westindischen Inseln.

## Leben
1995 wurde Köhler an der Johann Wolfgang Goethe-Universität Frankfurt am Main mit der Dissertation Zur Systematik und Ökologie der Schwarzleguane (Gattung Ctenosaura) zum Doktor der Naturwissenschaften promoviert. Ab November 1995 war er Kurator an der Abteilung für Herpetologie und ab 2004 zeitweilig kommissarischer Leiter der Abteilung Terrestrische Zoologie am Senckenberg Forschungsinstitut.
Die Projekte von Köhler und seiner Forschungsgruppe konzentrierten sich auf das Studium der neotropischen Herpetofauna in Mittel- und Südamerika, insbesondere in Mexiko, Costa Rica, Panama, Nicaragua und Bolivien. Die Studien waren taxonomisch, zoogeografisch und phylogenetisch, wobei die Anolis eine der Hauptgruppen bildeten.
Im Jahr 1994 gelang ihm die Wiederentdeckung des Utila-Leguans, eine Art die zuvor nur von den Typusexemplaren aus dem Jahr 1901 bekannt war. Ab April 1998 leitete Köhler gemeinsam mit der Zoologischen Gesellschaft Frankfurt ein Erhaltungszuchtprogramm auf Utila.
Im Jahr 2016 legte er mit S. Blair Hedges eine Revision der Anolis-Arten von Hispaniola vor. Darunter befinden sich acht neuentdeckte Arten, die auf kleine Verbreitungsgebiete beschränkt und vom Aussterben bedroht sind.
Köhler war an den Erstbeschreibungen von mehr als 100 Reptilien- und Amphibien-Arten beteiligt, darunter aus den Gattungen Anolis, Ctenosaura, Stenocercus, Leptopelis und Pristimantis. Durch seine zahlreichen Neubeschreibungen war er im Jahr 2018 unter den 40 produktivsten Herpetologen aller Zeiten und unter den Top-10 aller lebenden Herpetologen (gemessen an der Zahl beschriebener Arten).
In seiner Freizeit war Köhler Mitglied bei der Aschaffenburger Country-Band Flaggstaff.
Im Jahr 1992 gründete Köhlers Frau Elke den Herpeton Verlag in Offenbach mit dem Ziel, Reptilienhaltern ein besonders fundiertes Wissen über ihre Pfleglinge zu vermitteln.
Köhler starb am 15. Juni 2025 im Alter von 60 Jahren in Frankfurt am Main.

## Dedikationsnamen
- Oedipina koehleri Sunyer et al. 2011,[11] eine Salamander-Art der Gattung Oedipina.
- Oxybelis koehleri Jadin et al. 2020,[12] eine Natter der Gattung Oxybelis.

## Schriften (Auswahl)
- Der Grüne Leguan. Freilandbeobachtungen, Pflege, Zucht und Erkrankungen. 2. Auflage, Köhler, Hanau 1992, ISBN 978-3-9802892-3-8
- Krankheiten der Amphibien und Reptilien (Reihe Datz-Terrienbücher). Ulmer, Stuttgart 1996, ISBN 978-3-8001-7340-2 (englische Übersetzung als Diseases of amphibians and reptiles. Krieger, Malabar, ISBN 1-57524-255-9).
- Inkubation von Reptilieneiern – Grundlagen, Anleitungen, Erfahrungen. Herpeton, Offenbach 1997, ISBN 978-3-9802892-6-9 (2. Auflage 2004, ISBN 978-3-936180-11-4)
- Basilisken. Köhler, Hanau 1993, ISBN 978-3-9802892-2-1 (2. Auflage als Basilisken: Helmleguane, Kronenbasilisken. Herpeton, Offenbach 1999, ISBN 978-3-9806214-2-7).
- mit Bert Langerwerf: Tejus. Lebensweise Pflege Zucht. Herpeton, Offenbach 2000, ISBN 978-3-9806214-3-4.
- Reptilien und Amphibien Mittelamerikas. Band 1: Krokodile, Schildkröten, Echsen. Herpeton, Offenbach 2000, ISBN 978-3-9806214-0-3.
- Reptilien und Amphibien Mittelamerikas. Band 2: Schlangen. Herpeton, Offenbach, 2000.
- Der Grüne Leguan im Terrarium. Pflege und Zucht. 4. Auflage, Herpeton, Offenbach 2004, ISBN 978-3-9806214-6-5.
- Schwarzleguane. Lebensweise, Pflege, Zucht. 2. Auflage, Herpeton, Offenbach 2002, ISBN 978-3-936180-01-5.
- mit Karsten Grießhammer, Norbert Schuster: Bartagamen. Lebensweise, Pflege und Zucht. Herpeton, Offenbach 2004, ISBN 978-3-936180-04-6 (2. Auflage 2013, ISBN 978-3-936180-37-4).
- mit Philipp Berg: Kornnattern. Herpeton, Offenbach 2005, ISBN 978-3-936180-14-5.
- mit Karsten Grießhammer: Leopardgeckos. Pflege, Zucht, Erkrankungen, Farbvarianten. Herpeton, Offenbach 2006, ISBN 978-3-936180-17-6.